# 斯蒂薇·凱絲

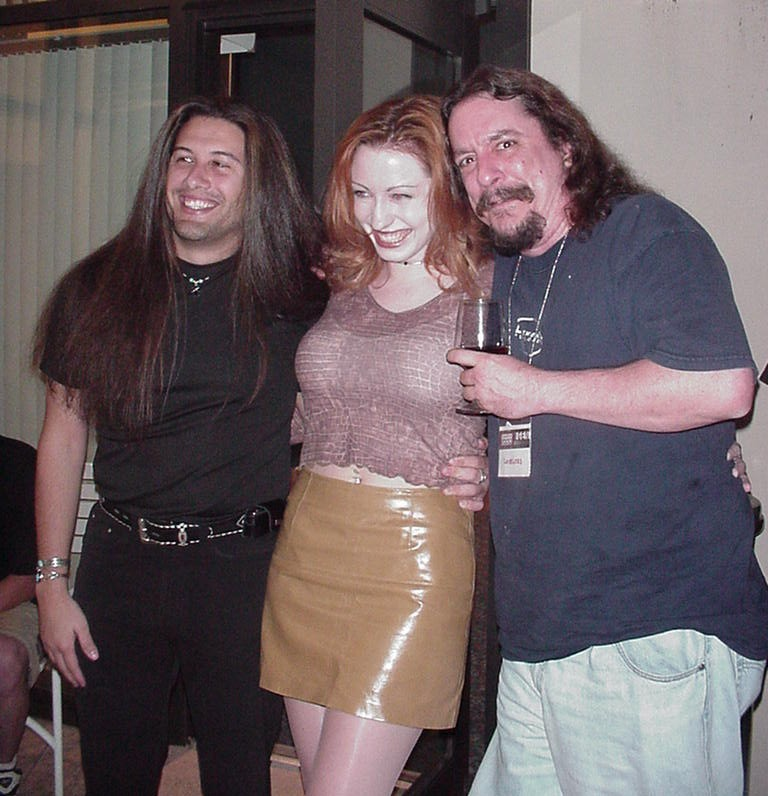
Stevana Case 和 John Romero (左), Richard Gray (右) 合照

斯蒂薇·凯丝（Stevana Case，1976年9月7日—），被认为是电子游戏界的女性偶像。她是世界上第一个为众人所知的玩家，她的自我标榜的行为一直是公众争议的焦点。凯丝在游戏界扮演着多重角色，从“玩家”到关卡设计师，再到项目开发的副总管。
凯丝在一次雷神之锤比赛上面击败了约翰·罗梅洛，从此她的名字就在众多玩家间广为流传。凯丝在1999年后开始和罗梅洛同居。他们的关系到2003年结束。之后凯丝在Monkeystone Games当上了副总管，主管这个她和罗梅洛一起建立起来的公司的游戏开发。
之后一段时间有传言说她做了整容手术，不久凯丝就为花花公子拍摄了照片，并且接受了洛杉矶时报的采访。她拍摄的照片的时间是在2000年春天。后来照片流传到网上，但是从未在杂志上出现过。
凯丝在游戏中使用“Killcreek”这个名字，这是她早年在堪萨斯生活的时候所钟爱的一支摇滚乐队的名字。她的老家在堪萨斯城的奥拉斯。